# Sphodromerus serapis
Sphodromerus serapis är en insektsart som först beskrevs av Jean Guillaume Audinet Serville 1838.  Sphodromerus serapis ingår i släktet Sphodromerus och familjen gräshoppor. Inga underarter finns listade i Catalogue of Life.